# WB Electronics
WB Electronics — польська компанія, що базується в Ожарові-Мазовецькому, працює в галузі озброєння та цивільної промисловості, проводить дослідження та розробки в галузі електронних технологій та програмного забезпечення, а також розробляє та виробляє спеціальні системи, комп'ютери та посилені термінали, військові телекомунікаційні засоби, пристрої для передачі даних та інтеграції електронного обладнання транспортних засобів різних родів військ. WB Electronics займається створенням рішень у сфері автоматизованих командних систем в інформаційних технологіях та мережевих зв’язках, які називаються системами C4IS, тобто системами командування, контролю, зв’язку, комп’ютерних та інтелектуальних систем. Фірма також відома своїми розробками БПЛА, напр. «Warmate». Відомо що ЗСУ використовують апарат «FlyEye» починаючи з 2015 року.